# 양혜진
양혜진(1968년 ~ )은 대한민국의 배우이다.

## 출연작
- 2001년 ITV 리얼스토리 실제상황... 재연극
- 2003년 ~ 2008년 KBS2 주간드라마 《부부클리닉 사랑과전쟁》 … 각종역할 전무
- 2018년 ~ 2019년 KBS1 일일연속극 《비켜라 운명아》... 허인숙 집사 역
- 2020년 MBC 일일드라마 《찬란한 내 인생》... 심숙 역
- 2020년 tvN 수목드라마 《악의 꽃》... 강필영 역
- 2020년 SBS 아침연속극 《불새 2020》... 조현숙 역
- 2022년 MBN 수목드라마 《스폰서》 ... 지나의 새 간병인 역
- 2022년 MBC 일일드라마 《마녀의 게임》 ... 천민숙 역
- 2023년 넷플릭스 드라마 《셀러브리티》 ... 준경 모 역
- 2024년 KBS2 일일드라마 《피도 눈물도 없이》... 오수향 역 / 오수정 역
- 2024년 ~ 2025년 MBC 일일드라마 《친절한 선주씨》 ...왕연애 역